# 耶稣圣心教堂 (格拉茨)

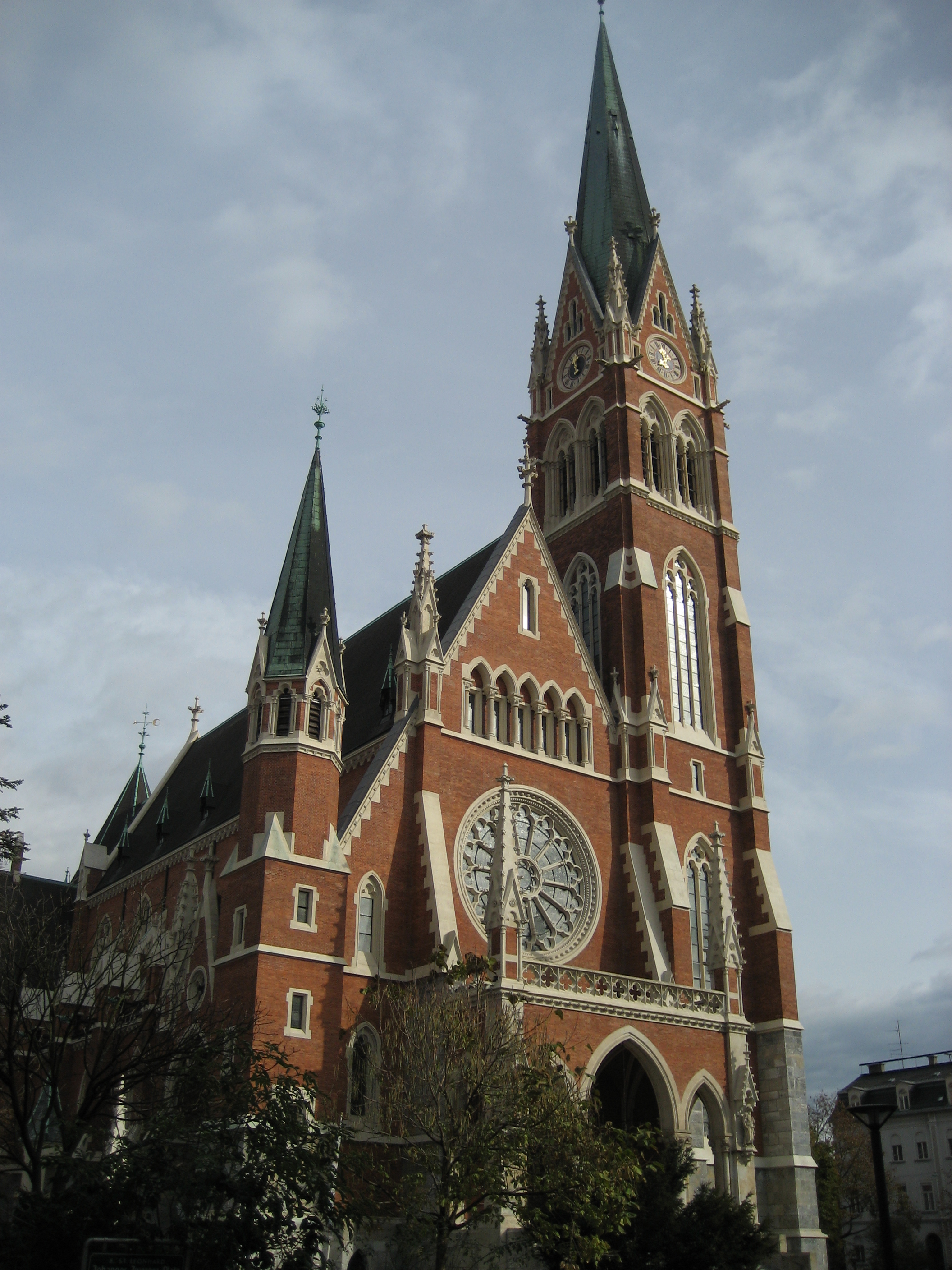
格拉茨耶稣圣心教堂

格拉茨耶稣圣心教堂（Herz-Jesu-Kirche）是奥地利格拉茨最大的教堂，建筑师格奧爾格·豪伯里瑟设计，修建于1881到1887年。
这座教堂为哥特复兴式风格，拥有高大的中殿。钟楼高109.6 米，为奥地利高度第三位的塔楼。其花窗玻璃是奥地利现存不多的新哥特式花窗玻璃实例之一。
47°04′11″N 15°27′21″E / 47.06972°N 15.45583°E